# 大航海時代 (遊戲)
《大航海时代》是由日本光荣公司在1990年出品的模拟游戏，亦帶有角色扮演元素，本作为大航海时代系列的首作。1990年首发PC-98版本，隔年发行FC版本與英文版，1992年发布MD和SFC版本。本作亦被移植到了PC机中。

## 设定与玩法
遊戲以历史中15至17世纪於歐洲發起，後影響遍及世界各地的“地理大发现”为背景设定。玩家可在遊戲中的海洋和大陆中完成设定的任务，本作劇本自1502年开始。
玩家设定为葡萄牙的一名年轻没落贵族——里昂·法雷尔，富有雄心的里昂目标恢复家族的荣誉并與公主成親，而決定作為船長出海歷險。本作中只有三个国家：「葡萄牙」、「西班牙」及（中文版遊戲誤寫為「鄂固曼」）。在世界各地有许多中立港口，玩家可对这些港口进行“投资”，以使被投资的港口成为葡萄牙的势力范围。玩家可通过发现港口、与其他商队及海盗交战并击败对方以提高里昂的声望。声望的增加，使得里昂能完成葡萄牙国王下达的命令并再推高声望。